# NGC 99
NGC 99 est une galaxie spirale intermédiaire située dans la constellation des Poissons. Sa vitesse par rapport au fond diffus cosmologique est de 4 961 ± 24 km/s, ce qui correspond à une distance de Hubble de 73,2 ± 5,1 Mpc (∼239 millions d'al). NGC 99 a été découverte le 8 octobre 1883 par l'astronome français Édouard Stephan.
La classe de luminosité de NGC 98 est III-IV et elle présente une large raie HI.